# El Colorado (Chile)
El Colorado es un centro de esquí chileno que se encuentra a 53 km de Santiago. Ubicado en la cordillera de los Andes, se llega aproximadamente en una hora por ruta pavimentada. Ubicado sobre el cerro Colorado, con una altura máxima de 3333  m s. n. m. y un desnivel de 903 m. Recibe abundantes y cortas nevadas con un promedio de 3,5 m de precipitaciones de nieve en un año normal, lo que lo convierte en un importante destino turístico invernal en la Región Metropolitana.
El 9 de septiembre de 2012 se llevó a cabo el evento "Snow Battle 2012" de esquí en duro,que combinaba esquí, travesía y caminatas en el cual competían 80 esquiadores amateurs.

## Infraestructura

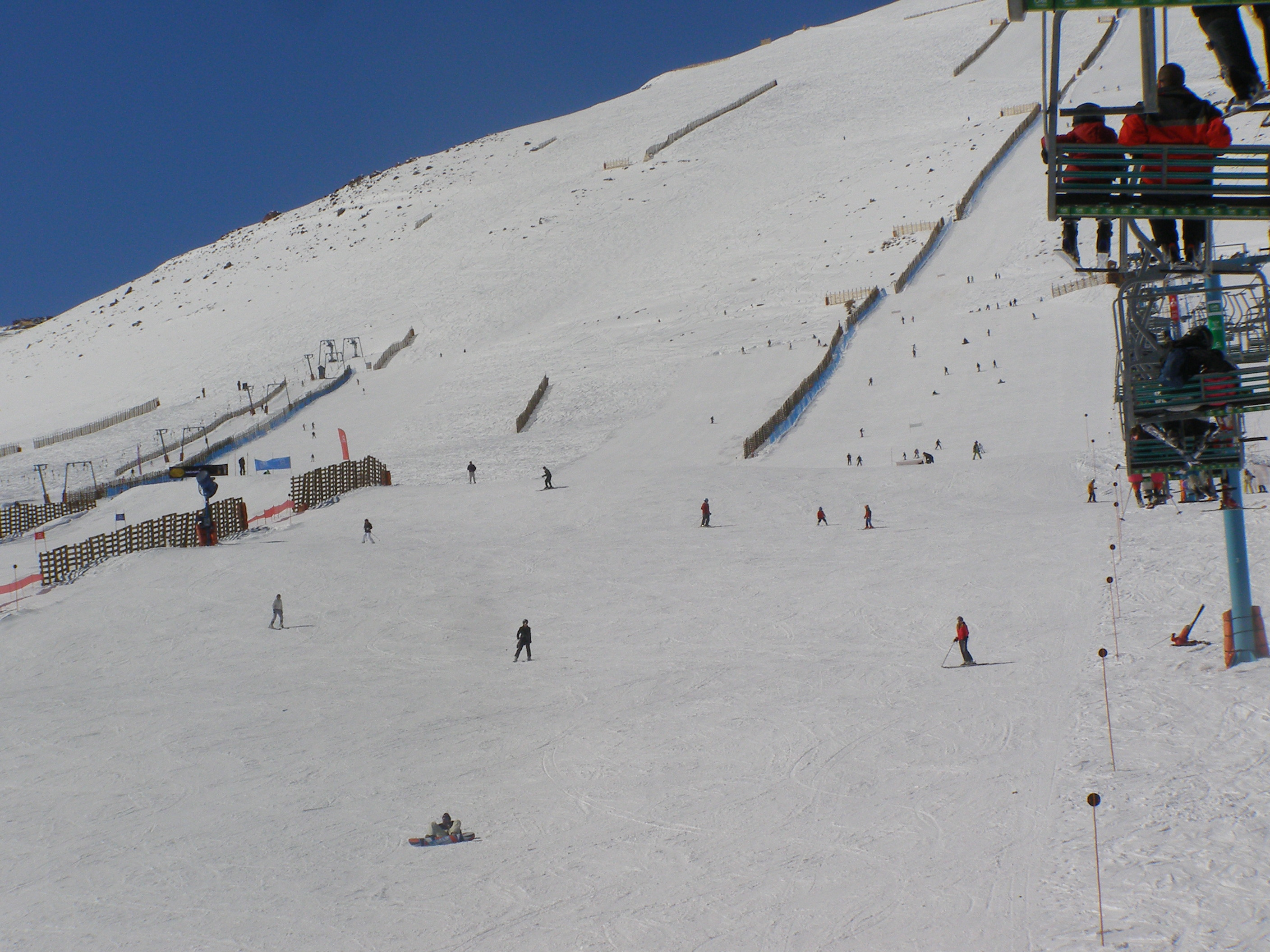
El Colorado el 26 de agosto de 2012

- 98 Pistas de Ski
- 2 Snowparks
- 16 Andariveles
- 4 Telesillas
- 11 T-bar
- 1 Ropetow (escuela)
- 1 Plato
- 1 Ski Carrusel
- 1 Escuelas de Ski
- 1 Mini Escuela de Ski
- 2 Rental Shop
- 6 Restaurantes
- 1 Cafetería
- 1 Urgencia de Montaña
- 1 Ski Shop

## Snowpark

### Infraestructura
- 40 Módulos + 8 Saltos
- Área del Park: 119.660 m²
- Área Construida: 94.160 m²
- Andariveles de Acceso: 2 andariveles de arrastre (“Colorado Chico 1 y 2”)
- Distancia Boardercross: 250 m² largo
- Autobús americano